# Кашуэйра-ду-Сул (микрорегион)

Кашуэйра-ду-Сул на карте.

Кашуэйра-ду-Сул (порт. Microrregião de Cachoeira do Sul) — микрорегион в Бразилии, входит в штат Риу-Гранди-ду-Сул. Составная часть мезорегиона Восточно-центральная часть штата Риу-Гранди-ду-Сул. 
Население составляет 	152 969	 человек (на 2010 год). Площадь — 	7 580,846	 км². Плотность населения — 	20,18	 чел./км².

## Демография
Согласно сведениям, собранным в ходе переписи 2010 г. Национальным институтом географии и статистики (IBGE), население микрорегиона составляет:						
| Полное население                             | Полное население                             | Полное население                             | Полное население                             | 152 969 |
| -------------------------------------------- | -------------------------------------------- | -------------------------------------------- | -------------------------------------------- | ------- |
| в том числе:                                 | Городское население                          | 111 728                                      | Процент городского населения, %              | 73,04   |
|                                              | Сельское население                           | 41 241                                       | Процент сельского населения, %               | 26,96   |
|                                              | Мужское население                            | 74 466                                       | Процент мужского населения, %                | 48,68   |
|                                              | Женское население                            | 78 503                                       | Процент женского населения, %                | 51,32   |
| Плотность населения, чел/км²                 | Плотность населения, чел/км²                 | Плотность населения, чел/км²                 | Плотность населения, чел/км²                 | 20,18   |
| Население микрорегиона в % к населению штата | Население микрорегиона в % к населению штата | Население микрорегиона в % к населению штата | Население микрорегиона в % к населению штата | 1,43    |

## Статистика
- Валовой внутренний продукт на 2003 составляет 1 286 888 030,00 реалов (данные: Бразильский институт географии и статистики).
- Валовой внутренний продукт на душу населения на 2003 составляет 8085,83 реалов (данные: Бразильский институт географии и статистики).
- Индекс развития человеческого потенциала на 2000 составляет 0,772 (данные: Программа развития ООН).

## Состав микрорегиона
В составе микрорегиона включены следующие муниципалитеты:
1. Кашуэйра-ду-Сул
2. Серру-Бранку
3. Нову-Кабрайс
4. Пантану-Гранди
5. Параизу-ду-Сул
6. Пасу-ду-Собраду
7. Риу-Парду